# La Martre (Quebec)
La Martre es un municipio canadiense situado en la provincia de Quebec.

## Superficie
La Martre tiene una superficie de 175,23 km².

## Demografía
En 2021, tenía 194 habitantes, una densidad poblacional de 1,1 hab./km², y 119 viviendas.